# Mauricio Pergelier

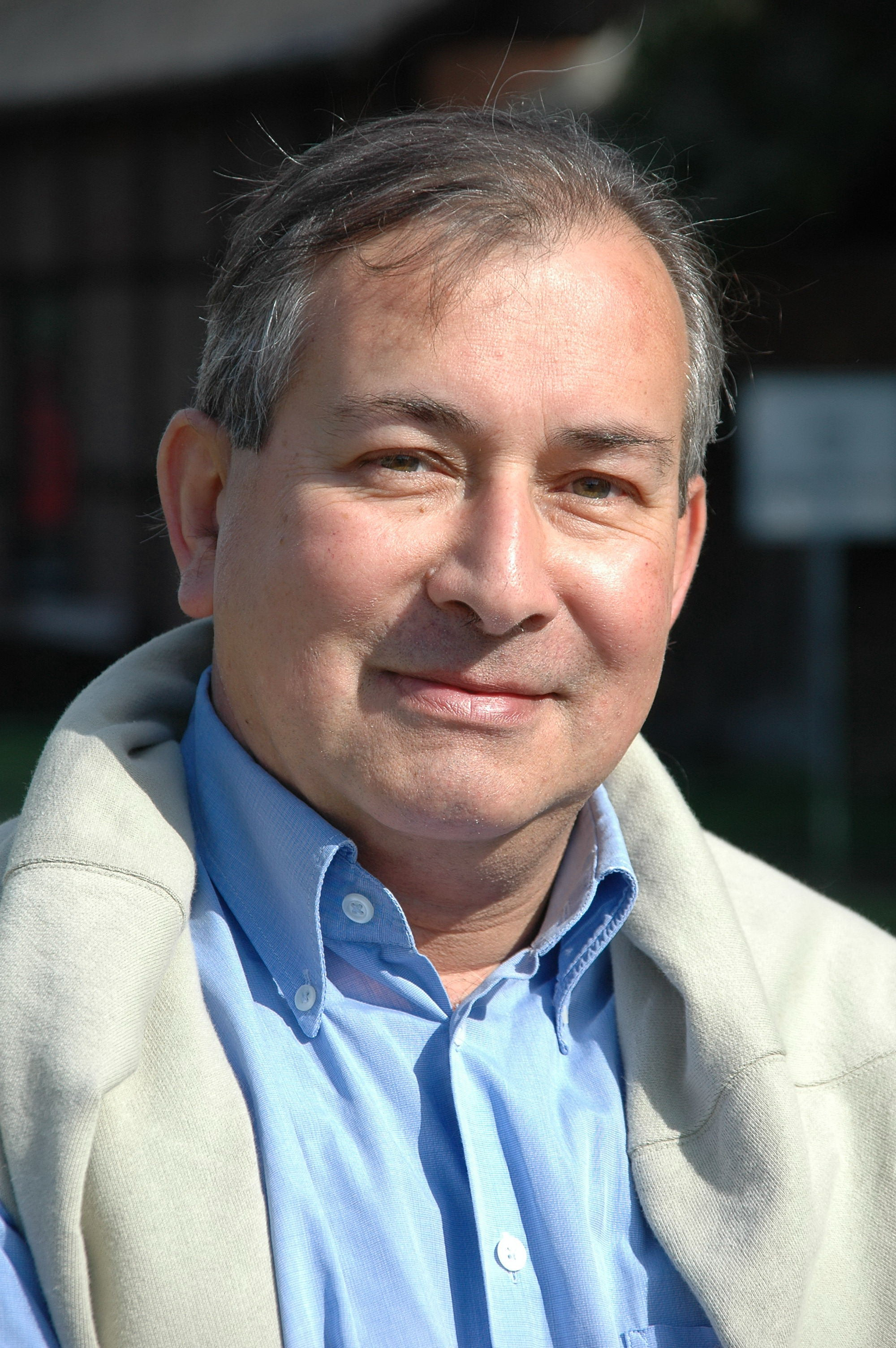
Mauricio Pergelier

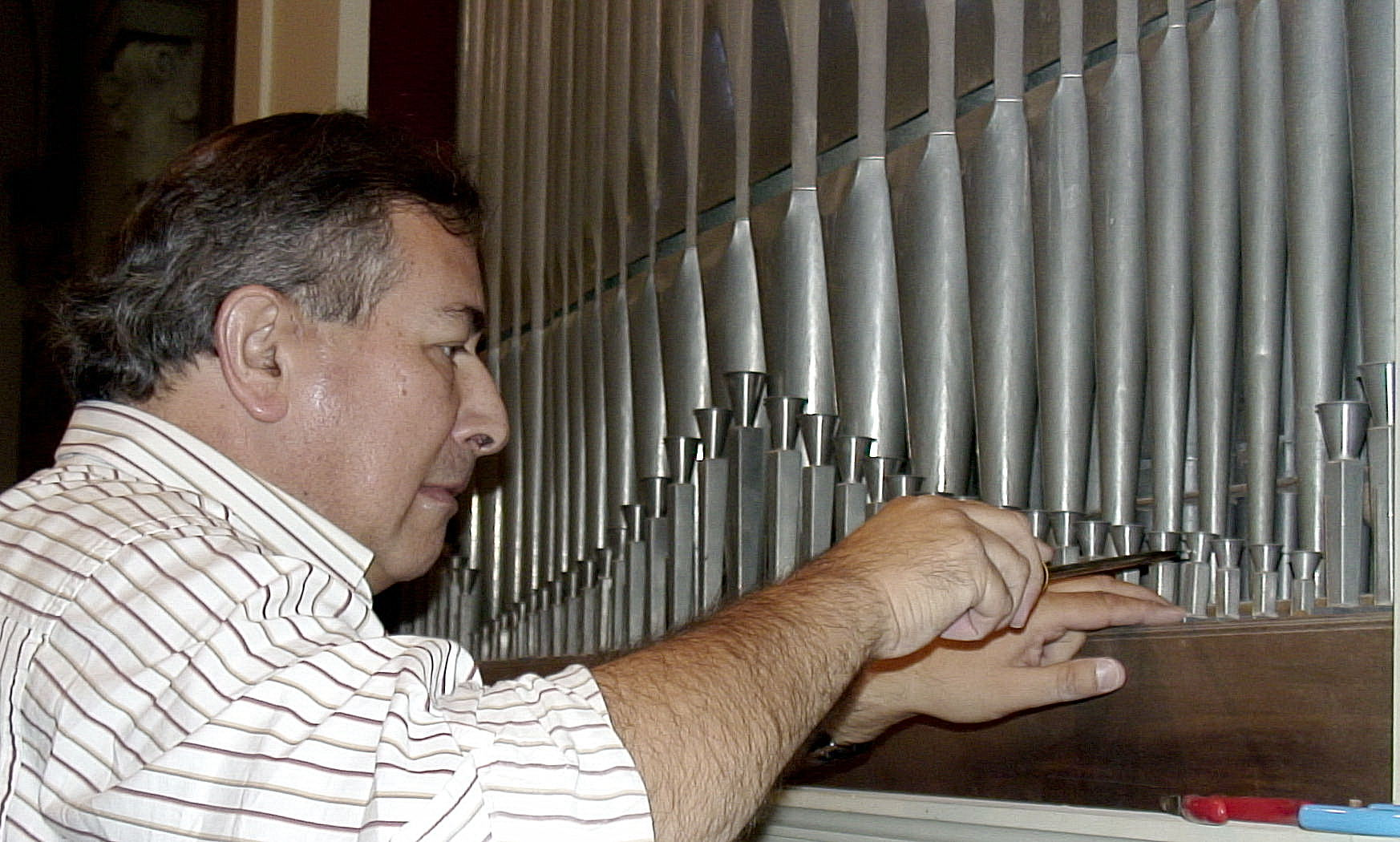
Mauricio Pergelier beim Stimmen der Orgel von San Pietro al Natisone, Italien

Mauricio Pergelier (* 23. Oktober 1951 in Viña del Mar/Chile) ist ein chilenischer Organist und Hochschullehrer.

## Werdegang
Mauricio Pergelier absolvierte ein Orgelstudium bei Guntram Hecht und spielte dabei u. a. Werke aus Renaissance und Barock. Danach studierte er Musikpädagogik an der Universidad de Chile in Valparaíso und belegte Meisterkurse am Goetheinstitut und der Universidad Católica de Valparaíso. Später widmete er sich Studien der Bachkantaten beim Thomaskantor Hans-Joachim Rotzsch in Leipzig. Weiterhin belegte er Meisterkurse in Spanien über Antonio de Cabezón, sowie die Musiker am Hofe Karls V. (Renaissance und Frühbarock).
Zehn Jahre lang war er Chorleiter des Kammerchores der Universidad Técnica Federico Santa María in Valparaíso. Außerdem war er Gründer und Chorleiter des polyfonischen bischöflichen Priesterseminarchores San Rafael und Professor für Gregorianik und Kirchenmusikgeschichte am Pontificio Priesterseminar San Rafael in Valparaíso sowie am Priesterseminar San Bernardo in Santiago de Chile.
Pergelier ist Gründer des polyfonischen Chores der Universidad de Los Andes in Santiago. Jahrelang war er Organist der Evangelischen Kirche in Valparaíso und der Kirche „Sacre Coeur“ mit ihrer Cavaillé-Coll-Orgel in Valparaíso. In Chile produzierte er mehrere Rundfunk-, Fernseh- und CD-Aufnahmen.
Seit 1997 lebt er im österreichischen Klagenfurt, wo er als Klavier- und Orgellehrer im Diözesankonservatorium tätig ist. Bis November 2008 hatte er eine Verpflichtung als Domorganist und Chorleiter im Dom zu Gurk. Seit November 2008 ist Pergelier als Organist and Chorleiter an der Stadtpfarrkirche von Völkermarkt beschäftigt.

## Konzerttätigkeit in Europa
Pergelier blickt auf eine langjährige Konzerttätigkeit als Organist, Cembalist und Clavichordist hauptsächlich auf historischen Instrumenten zurück.

### In Österreich
- Wien, Graz, Eröffnungskonzert der Orgel in der Stadthauptpfarrkirche Murau, Steiermark, sowie in Kärnten: Klagenfurt, Stiftskirche Ossiach, Stiftskirche St. Georgen, Dom Maria Saal, Villach, u.v.m.

### Im restlichen Europa
In Deutschland, Finnland, Italien, Polen, Slowenien, Schweiz, Spanien, u. a. wirkte er bei den Sommerspielen von Brandenburg, Friedenskirche Potsdam mit, wo er bei Konzerten hervorragende Kritiken erhielt. Es folgte sein Auftritt bei den Internationalen Orgelfestspiele in Großräschen, Blankensee, Lübeck, Lautenthal, Hahnenklee.
Er nahm beim Festival International del’Orgue Ancien et de la Musique Ancienne, Sion, Schweiz im Jahr 1998, 2000 und 2005 auf einer der ältesten noch spielbaren Orgeln (Orgel der Basilique de Valère) teil, wo er hervorragende Kritiken erhielt. Anlässlich des 30-jährigen Bestehens des Orgel-Festivals wurden einige der Stücke live aufgenommen und sind auf dieser CD enthalten.
Hervorzuheben ist auch die Konzerttätigkeit im Bereich der historischen Instrumente im Norden Italiens, Friaul. Konzerte im Duomo von Cividale del Friuli, Duomo von Gemona, Pieve di Santa Maria Assunta – Fagagna, Parrocchia San Pietro al Natisone, sowie Parrocchia Madrisio di Fagagna.

## CD-Aufnahmen (Auswahl)

### In Österreich
- Orgelmusik im Stift St. Georgen am Längsee. An der historischen Barockorgel.
- El Libro Sesto de Maria Antonia Palacios. Mauricio Pergelier spielt am Klavier, Cembalo und  an drei historischen Orgeln.
- Historische Barockorgel der Stiftskirche Ossiach.
- Historische Instrumente des Kärntner Landesmuseums Klagenfurt.
- Castle of Wasserleonburg: Manuscript from Huehuentenango 1580-1640 (Guatemala) „Libro de Cifra Nueva para tecla, harpa y vihuela de Luys Venegas de Henestrosa 1557“ (España)
- Schloss Wasserleonburg bei Nötsch: Sound of Resurrection

### In Italien
- Chiesa Parrocchiale di Madrisio di Fagagna: L’organo storico di P. Nacchini 1752. Werke von Andrea Gabrieli (Tabulatura di Trento 1500.) Fr. Martinho García de Olague, Gaspar dos Reis, Francisco Correa de Arauxo, Antonio de Cabezón.
- Duomo di Santa Maria Assunta – Gemona nell’organo storico di Francesco Dacci (1768).
- Organo Barocco Italiano e Friulano Duomo di Cividale. Registrazione ai due organi positivi storici di autore veneto ignoto (XVIIIsec.) nel Duomo di Cividale del Friuli.
- Pieve di Santa Maria Assunta – Fagagna; Organo storico costruito da Francesco Comelli nel 1788.
- San Pietro al Natisone. Werke von Domenico Zipoli, die in Südamerika gefunden worden sind, sowie auch andere italienische Komponisten aus dem Barock.
- San Pietro al Natisone: Gothic - Music. (Organ music from the Gothic time)

### In der Schweiz
- Historische Chororgel der Pfarrkirche St. Peter und Paul zu Bürglen, Schweiz.
- Pfarrkirche St. Peter und Paul – Andermatt, Uri, Schweiz.
- 36ème Festival International de L’Orgue Ancien et de la Musique Ancienne, Basilique du Château de Vàlere à Sion 2005
- 31ème Festival International de L’Orgue Ancien et de la Musique Ancienne, Basilique du Château de Vàlere à Sion.
- 30ème Festival International de L’Orgue Ancien et de la Musique Ancienne, Basilique du Château de Vàlere à Sion.
- 29ème Festival International de L’Orgue Ancien et de la Musique Ancienne, Basilique du Château de Vàlere à Sion.

### In Deutschland
- Die Speith-Orgel in St. Hilarius zu Utenbach.
- Gotische Orgel St. Andreas-Kirche (um 1430) zu 59494 Soest-Ostönnen.

### In Chile
- Schola Cantorum, Grabación 1994, Pontificio Seminario Mayor San Rafael de Lo Vásquez